# Aloe pertusa
Aloe pertusa é uma espécie de liliopsida do gênero Aloe, pertencente à família Asphodelaceae.